# Патриша Ходж
Патриша Ан Ходж (на английски: Patricia Ann Hodge) е английска телевизионна и филмова актриса.

## Биография
Родена е на 29 септември 1946 в град Клийторпс, графство Линкълншър. Дъщеря е на собственика и мениджъра на хотел Royal – Ерик и жена му Марион Ходж. Преподавала е английски език и драма в началното училище „Ръсъл“ в градче в графство Хартфордшър.
Ходж се омъжва за Питър Дъглас Оуен на 31 юли 1976 в Тънбридж. Те имат две деца: Александър Ричард Чарлс (роден през март 1989) и Едуард Фредерик Джеймс (роден през януари 1992).

## Частична филмография
- Just Ask for Diamond (1988)
- Тайният живот на Иън Флеминг (1989)
- Максуел (2007)
- Миранда (2009)